# Кирово (Энгельсский район)
Кирово — село в Энгельсском районе Саратовской области. Входит в сельское поселение Безымянское муниципальное образование.
Село основано в середине 19 века. Население — 540 (2019)

## История
Основано в 1855 году как дочерняя немецкая колония Кёппенталь меннонитами. Колония являлась центром Малышинского колонистского округа, затем Малышинской волости Новоузенского уезда Самарской губернии. По сведениям же Клауса (Наши колонии) колония поселена между 1855-62 гг. Своё наименование получила в честь академика Петра Ивановича Кеппена.
В связи с началом Первой мировой войны получила русское название Сурки
С 1918 года - в составе Тарлыкского (Куккуского) района Трудовой коммуны (автономной области) немцев Поволжья (с 1924 года - АССР немцев Поволжья), с 1923 года -  село Кеппенталь — административный центр Кеппентальского сельского совета Куккусского кантона. В 1927 году в связи с ликвидацией Вольского (Куккуского) кантона включено в состав Ровенского (Зельманского) кантона. С 1935 года - в составе Лизандергейского кантона.
28 августа 1941 года был издан Указ Президиума ВС СССР о переселении немцев, проживающих в районах Поволжья. Немецкое население было депортировано. После ликвидации АССР немцев Поволжья село, как и другие населённые пункты Лизандергейского кантона, было включено в состав Саратовской области, впоследствии переименовано в село Калинино.
С 1942 по 1959 год село входило в состав Безымянского района, с 1959 года в состав Терновского района (в 1963 году переименован в Энгельсский район).
В 1955-60 годах председателем колхоза имени Кирова работал Академик Ю. А. Скляров.
В 1957 году открыта восьмилетняя школа. В 1969 году было построено современное здание школы.

## Физико-географическая характеристика
Село находится в Низком Заволжье, в пределах Сыртовой равнины, относящемся к Восточно-Европейской равнине, на реке Вершинка (правый приток реки Тарлык), на высоте 59 метров над уровнем моря. Рельеф местности равнинный. Почвы каштановые. Почвообразующие породы - глины и суглинки.
По автомобильным дорогам расстояние до административного центра сельского поселения села Безымянное составляет 43 км, районного центра города Энгельс - 75 км, до областного центра города Саратова - 100 км. Ближайшая железнодорожная станция расположена в селе Безымянном.
Климат
Климат умеренный континентальный (согласно классификации климатов Кёппена - Dfa). Многолетняя норма осадков - 407 мм. Наибольшее количество осадков выпадает в июне - 42 мм, наименьшее в марте - 23 мм. Среднегодовая температура положительная и составляет + 6,9 °С, средняя температура самого холодного месяца января -9,9°С, самого жаркого месяца июля +23,1 °С.
Часовой пояс
Кирово, как и вся Саратовская область, находится в часовой зоне МСК+1. Смещение применяемого времени относительно UTC составляет +4:00.

## Население
Динамика численности населения
| 1859 | 1865 | 1889 | 1897 | 1905 | 1910 | 1920 | 1922 | 1926 | 1931 | 1987 |
| ---- | ---- | ---- | ---- | ---- | ---- | ---- | ---- | ---- | ---- | ---- |
| 54   | 101  | 153  | 201  | 182  | 311  | 422  | 270  | 396  | 763  | ≈620 |

| 2002 | 2010 | 2019 |
| ---- | ---- | ---- |
| 651  | ↘620 | ↘540 |

## Улицы
Улицы села Кирово
- ул. Ленина
- ул. Мира
- ул. Молодёжная
- ул. Советская
- ул. Урожайная
- ул. Школьная